# Йоко Бек, Шарлотта
Шарлотта Йоко Бек (27 марта 1917, Нью-Джерси — 15 июня 2011) — дзэнский учитель в США, автор книг «Повседневный дзэн: любовь и работа» (Everyday Zen: Love and Work, известна на русском также как «Дзэн в любви и работе»), и «Ничего особенного: живой дзэн» (Nothing Special: Living Zen).

## Биография
Родилась в Нью-Джерси, училась музыке в Оберлинской музыкальной консерватории, некоторое время работала пианистом и преподавателем по роялю. Вышла замуж и воспитала четверых детей; затем рассталась с мужем и работала преподавателем, секретарём, ассистентом в университете.
Начала дзэнскую практику в возрасте более 40 лет у Хакую Тайдзана Маэдзуми в Лос-Анджелесе, потом занималась у Ясутани Роси и Соэна Роси. Получив «передачу Учения» от Тайдзана Маэдзуми Роси, в 1983 году открыла Дзэнский Центр Сан-Диего, служа там главным учителем до июля 2006.
Считается, что Йоко во многом оживила современную дзэнскую практику. В частности, она учила работать с эмоциями повседневной жизни, а не пытаться избегать их. Поскольку она была искусна в обучении людей работе с их психологическими состояниями, это привлекло многих учеников, интересующихся связями дзэна с современной психологией. Несколько из её наследников Учения — практикующие психологи или психиатры.
В 1995 Йоко основала Школу Дзэн Обычного Ума (Ordinary Mind Zen School).
До последних дней она жила в Прескотте, Аризона. Часть времени занималась преподаванием. Пятидневные сэссины, которые она проводила в Прескотте несколько раз в год, привлекали столько учеников со всей страны, что желающим участвовать приходилось заполнять анкету как часть процесса отбора.